# Szymon Czyż
Szymon Czyż, né le 8 juillet 2001 à Gdynia en Pologne, est un footballeur polonais qui évolue au poste de milieu offensif au Raków Częstochowa.

## Biographie

### Carrière en club
Né à Gdynia en Pologne, Szymon Czyż est formé par le club de sa ville natale, l'Arka Gdynia, puis le Lech Poznań avant d'arriver en Italie en juillet 2018 pour s'engager avec la Lazio Rome. 
Il joue son premier match en professionnel avec la Lazio le 28 octobre 2020, lors d'une rencontre de Ligue des champions face au Club Bruges KV. Il entre en jeu à la place de Felipe Caicedo et les deux équipes se neutralisent (1-1 score final),.
Le 4 juillet 2021, Szymon Czyż s'engage fait son retour en Pologne, signant un contrat de trois ans avec le  Warta Poznań. Il fait ses débuts dans l'élite du football polonais en même temps que sa première apparition sous ses nouvelles couleurs, le 25 juillet 2021, lors de la première journée de la saison 2021-2022, contre le Śląsk Wrocław. Il est titularisé et délivre une passe décisive ce jour-là. Les deux équipes se neutralisent sur un score de deux partout.
Le 10 janvier 2022, lors du mercato hivernal, Szymon Czyż s'engage en faveur du Raków Częstochowa. Il signe un contrat courant jusqu'en juin 2025. 
Le 26 août 2023, Szymon Czyż rejoint le Górnik Zabrze sous la forme d'un prêt d'une saison.
Czyż marque son premier but pour le Górnik Zabrze le 8 octobre 2023, lors d'une rencontre de championnat face au Śląsk Wrocław. Il entre en jeu et marque dans le but égalisateur de son équipe dans le temps additionnel (1-1 score final).

### En sélection
Il compte trois sélections avec l'équipe de Pologne des moins de 20 ans, toutes obtenues en 2021.
Le 17 novembre 2020, Szymon Czyż joue son premier match avec l'équipe de Pologne espoirs contre la Lettonie. Il entre en jeu à la place de Michał Skóraś et son équipe s'impose par trois buts à un.